# Чоапа (провінція)
Провінція Чоапа (ісп. Provincia de Choapa) — провінція у Чилі у складі області Кокімбо. Адміністративний центр — Ілляпель.
Поділяється на 4 комуни.
Територія — 10 131,6 км². Населення — 81 681 осіб. Густота населення — 8,06 осіб/км².

## Географія
Провінція розташована на півдні області Кокімбо.
Провінція межує:
- На півночі — провінція Лимарі
- На сході — Сан-Хуан (Аргентина)
- На півдні — провінція Петорка
- На заході — Тихий океан

## Адміністративний поділ
Провінція поділяється на 4 комуни:
- Ілляпель. Адмін. центр — Ілляпель.
- Саламанка. Адмін. центр — Саламанка.
- Лос-Вілос. Адмін. центр — Лос-Вілос.
- Канела. Адмін. центр — Канела.

## Демографія
Згідно з відомостями, зібраними в ході перепису 2002 р. Національним інститутом статистики (INE), населення провінції становить:
| Все населення | 81 681 осіб | 100 % |
| ------------- | ----------- | ----- |
| Міське        | 49 118      | 60,13 |
| Сільське      | 32 563      | 39,87 |
| Чоловіки      | 41 578      | 50,90 |
| Жінки         | 40 103      | 49,1  |

Густота населення — 8,06 осіб/км². Населення провінції становить 13,54% від до населення області і 0,54% від населення країни.

## Найбільші населені пункти
| №  | Населений пункт   | Категорія | Населення осіб (2002) | Чоловіче населення осіб | Жіноче населення осіб | Територія км² |
| -- | ----------------- | --------- | --------------------- | ----------------------- | --------------------- | ------------- |
| 1  | Ілляпель          | місто     | 21826                 | 10395                   | 11431                 | 7,39          |
| 2  | Саламанка         | місто     | 11615                 | 5739                    | 5876                  | 4,37          |
| 3  | Лос-Вілос         | місто     | 10966                 | 5385                    | 5581                  | 4,11          |
| 4  | Канела-Баха       | селище    | 1744                  | 865                     | 879                   | 1,11          |
| 5  | Пічидангі         | селище    | 1226                  | 619                     | 607                   | 2,8           |
| 6  | Чильєпін          | селище    | 1074                  | 546                     | 528                   | 2,72          |
| 7  | Ель-Тамбо         | село      | 1054                  | 540                     | 514                   |               |
| 8  | Ель-Чакай         | село      | 829                   | 811                     | 18                    |               |
| 9  | Кункумен          | село      | 717                   | 384                     | 333                   |               |
| 10 | Транкілья         | село      | 677                   | 356                     | 321                   |               |
| 11 | Кілімарі-Альто    | селище    | 667                   | 338                     | 329                   | 1,24          |
| 12 | Уентелаукен-Норте | село      | 655                   | 327                     | 328                   |               |
| 13 | Кайманес          | село      | 623                   | 300                     | 323                   |               |
| 14 | Пангесільйо       | село      | 583                   | 304                     | 279                   |               |
| 15 | Канела-Альта      | село      | 575                   | 288                     | 287                   |               |
| 16 | Тауїнко           | село      | 482                   | 255                     | 227                   |               |
| 17 | Лас-Канас-Уно     | село      | 451                   | 231                     | 220                   |               |
| 18 | Пеламбрес         | село      | 409                   | 403                     | 6                     |               |
| 19 | Батуко            | село      | 375                   | 195                     | 180                   |               |
| 20 | Чучині            | село      | 375                   | 194                     | 181                   |               |